# Liste der Monuments historiques in Ballon (Charente-Maritime)
Die Liste der Monuments historiques in Ballon (Charente-Maritime) führt die Monuments historiques in der französischen Gemeinde Ballon auf.

## Liste der Objekte
| Bezeichnung | Beschreibung          | Standort                                         | Kennzeichnung | Schutzstatus | Datum | Bild |
| ----------- | --------------------- | ------------------------------------------------ | ------------- | ------------ | ----- | ---- |
| Glocke      | Bronze, 1649 gegossen | in der Mairie, ursprünglich in der Kirche (Lage) | PM17002591    | Inscrit      | 2015  |      |